# Игра (Удмуртия)
Игра́ (удм. Эгра) — посёлок в Удмуртской республике, административный центр Игринского района.
Население — 19 319 чел. (2021) — крупнейший сельский населённый пункт Удмуртии.

## География
Посёлок расположен на реке Лоза (приток Чепцы) в 92 километрах к северу от Ижевска. Состоит из западной и восточной частей, разделённых расстоянием в два километра и соединённых улицей Победы по единственному в посёлке мосту через Лозу.

## Название
Деревня (будущий посёлок) первоначально называлась Эгра́ — по основавшей её родовой группе удмуртов. М. Г. Атаманов переводит название воршуда Эгра с языка манси как «род волка», однако, данная версия не является достаточно убедительной (манси в этих местах никогда не проживали). В. В. Напольских доказал, что название этого воршуда связано с обскими уграми лишь опосредованно: пермское название обских угров — коми Йӧгра (→ др.-рус. Югра), удм. Эгра было заимствовано пермянами в ходе тесных контактов с обскими уграми и вошло в пермский именослов. По мнению В. С. Чуракова, название рода образовано (при помощи суффикса -a) от удмуртского мужского имени Эгыр (с удм. «уголь»).
Второе название Вужгурт «старая родовая деревня».

## История
Впервые селение упоминается в 1615 году в списке с дозорных книг воевод Федора Андреевича Звенигородского и Василия Терентьевича Жемчужникова и дьяка Михаила Одинцова. По данным переписной книги 1678 года, в деревне Игра над Лозою рекою насчитывается 43 двора, проживало 185 человек.
Во второй половине XIX века в Игру начинается приток русских землевладельцев из центральных районов России, и в 1859 году она становится центром Игринской волости Глазовского уезда. По данным десятой ревизии в 1859 году в 19 дворах казённой деревни Игринская (Бужгурт) при ключе Игре проживало 111 человек, в ней находилась сельская расправа.
В 1861 году с открытием прихода деревня становится селом. На следующий год была построена деревянная церковь в честь апостола Иоанна Богослова, освящённая 12 ноября 1862 года. В 1873 году при церкви была открыта церковно-приходская школа.
13 сентября 1918 года во время Ижевско-Воткинского восстания после ожесточенного боя Игра была захвачена ижевскими повстанцами и использовалась как важный опорный пункт в ходе последовавших атак на Зуру, где находились части Красной армии. 1 октября Игра была окружена и взята штурмом частями Особой Вятской дивизии Красной армии.
В 1929 году Игра входит во вновь образованный Зуринский район, а в 1937 году образуется Игринский район и посёлок становится его центром.
В 1949 году в Игре была построена узкоколейная железная дорога 
лесовозного назначения. Она была разобрана в 1999 году.
Статус посёлка городского типа — с 1954 года по 2012 год.
Для выполнения решения Правительства Советского Союза, по государственным программам «Дороги Нечерноземья» и «Дороги на селе», в 1988 году, в п.г.т. была расквартирована 334-я отдельная дорожно-строительная бригада ЦДСУ ВС Союза ССР.

## Население
| 1959    | 1970    | 1979    | 1989    | 2002    | 2009    | 2010    |
| ------- | ------- | ------- | ------- | ------- | ------- | ------- |
| 9759    | ↗15 351 | ↗17 128 | ↗22 866 | ↘22 280 | ↘22 260 | ↘20 737 |
| 2012    | 2021    |         |         |         |         |         |
| ↘20 624 | ↘19 319 |         |         |         |         |         |

## Инфраструктура

### Промышленность
В настоящее время в Игре сформировано три промышленных района: северо-восточный, юго-западный и северо-западный. Общая территория производственных зон составляет около 400 га.
Крупнейшим промышленным предприятием посёлка является Игринское нефтегазодобывающее управление компании «Удмуртнефть». В настоящее время НГДУ «Игра» разрабатывает месторождения Восточно-Красногорское, Есенейское, Красногорское, Лозолюкско-Зуринское, Михайловское, Сундурско-Нязинское и Чутырское; в перспективе — разработка Карсовайского месторождения.
Среди наиболее крупных выделяются предприятия лесозаготовки и лесообработки: «Игринский леспромхоз» (не функционирует, большая часть цехов разобрана) и «Игринский завод домостроения», а также объекты пищевой промышленности: молокозавод, мясокомбинат и хлебозавод.

### Транспорт
Игра находится в географическом центре Удмуртии. Её транспортное положение для связи с другими районами республики весьма благоприятно.
В меридиональном направлении через Игру проходит железная дорога «Ижевск — Балезино». На участке линии, проходящей непосредственно по западной части посёлка, располагается одноимённая пассажирская станция.
Через восточную часть Игры проходит автодорога М7 (участок Елабуга — Пермь), в посёлке от неё отходят автодороги в Глазов/Киров (на север), в Селты/Уву/Кильмезь (на юго-запад), в Сеп (на восток). В Восточном жилом районе при въезде в посёлок со стороны Ижевска расположена автостанция.
В Игре существуют три внутрипоселковых автобусных маршрута. Крупнейший перевозчик — «Игринское автотранспортное предприятие».

### Социальная сфера
На территории посёлка расположены 10 дошкольных учреждений и пять общеобразовательных школ.

## Галерея
- Стела при въезде в Игру со стороны Ижевска
- Церковь Иоанна Богослова
- Здание администрации Игринского района
- Памятник А. С. Пушкину
- Мемориал павшим в боях за Родину, в период Великой Отечественной войны.